# Cottereau
Cottereau – francuskie przedsiębiorstwo produkujące samochody, założone przez kierowcę wyścigowego Louisa Cottereau. Pierwszy model zmontowano w 1989 - chłodzony powietrzem i silnikiem dwucylindrowym. Później wytwarzano samochody z silnikami dwu-, trzy-, cztero- i sześciocylindrowymi. Były to modele 3,5 CV, 5 CV, 8 CV, 9 CV, 10 CV, 12/14 CV, 20 CV oraz 22/26 CV z 1908 roku o pojemności 4200 cm³. Około 1914 roku przedsiębiorstwo zostało przekształcone w Constructions Industrielles Dijonaises.

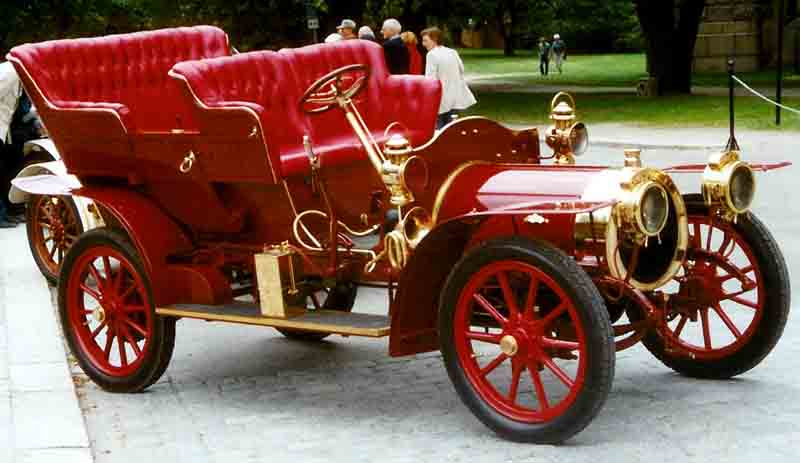
Cottereau 15/18 Phaeton (model 1906)